# Venturia nigritegula
Venturia nigritegula là một loài tò vò trong họ Ichneumonidae.